# Symphonie no 1 d'Arnold
Pour les articles homonymes, voir Symphonie no 1.
La Symphonie no 1, Op. 22 de Malcolm Arnold est une symphonie écrite en 1949. Le compositeur a dirigé la création au Cheltenham Music Festival en 1951, avec The  Hallé Orchestra. Une partition a été publiée en 1952.

## Structure
L'œuvre comprend trois mouvements :
1. Allegro (en ré mineur) ;
2. Andantino (en ut majeur) ;
3. Vivace con fuoco.

## Orchestration
trois flûtes, deux hautbois, deux clarinettes, deux bassons, quatre cors, trois trompettes, trois trombones, un tuba, timbales, deux percussionnistes, harpe et cordes.

## Enregistrements
- 1980: Malcolm Arnold et l'Orchestre symphonique de Bournemouth chez EMI Classics HMV ASD 3823 (LP) (réédition EMI 382 1462)()
- 1995: Richard Hickox et l'Orchestre symphonique de Londres chez Chandos Records CHAN 9335 ()
- 1996: Vernon Handley et l'Orchestre philharmonique royal chez Conifer 75605-51257-2 (réédition Decca 4765337) ()
- 1996: Andrew Penny et le Orchestre symphonique de la radio-télévision irlandaise chez Naxos 8.553406 ()